# Ponto espadana
Ponto de espadana é a designação dada a determinada forma de tratamento no açúcar na área da pastelaria. Este é aquecido ao ponto de quando se deixe cair forme uma espécie de espada ou lâmina.
O ponto é obtido após, aproximadamente, 3 minutos de fervura. Deve sempre colocar a água ao lume, só depois acrescentar o açúcar, dissolvê-lo e não mexer mais a calda.
Este é o método caseiro de obter o ponto, os métodos profissionais requerem a utilização de um termómetro ou de um densímetro ou pesa-xaropes, que mede a densidade do caldo em graus Baumé (Be). Para o ponto de pasta a temperatura é de 117º, ou 40º Be.
Na pastelaria o número de "pontos" referentes ao açúcar é imenso; o mais conhecido é o ponto de caramelo, utilizado sobretudo em pudins.